# مائورو بوسلی
مائورو بوسلی (اسپانیایی: Mauro Boselli‎؛ زادهٔ ۲۲ مهٔ ۱۹۸۵) بازیکن فوتبال اهل آرژانتین است.

## باشگاهی
از باشگاه‌هایی که در آن بازی کرده‌است می‌توان به باشگاه فوتبال پالرمو، باشگاه فوتبال بوکا جونیورز، باشگاه فوتبال استودیانتس، و باشگاه فوتبال جنوآ، باشگاه فوتبال ویگان اتلتیک، و باشگاه فوتبال کلوب لئون اشاره کرد.

## تیم ملی
وی همچنین در تیم‌های ملی فوتبال زیر ۲۰ سال آرژانتین و آرژانتین بازی کرده‌است.